# Sistema de rift de la Antártida Occidental

Mapa de la Antártida.

El sistema de rift de la Antártida Occidental (WARS, por sus siglas en inglés) es una zona de rift que se extiende bajo el mar de Ross, la barrera de hielo de Ross hasta la base de la península Antártica en la Antártida Occidental. Tiene una longitud estimada de 3000 km y una anchura de 700 km. Su evolución se debe al adelgazamiento de la litosfera del área no cratónico de la Antártida Occidental. 
La exploración de la geología del sistema de rift de la Antártida Occidental se ve dificultado por la gruesa capa de hielo que cubre toda la región del rift, con excepción de los picos de las montañas Transantárticas que salen por encima del hielo. En consecuencia, este rift es menos conocido que otros importantes sistemas de rift, como el rift de África Oriental. Sin embargo, se sabe que el rift de la Antártida Occidental, al igual que el de África Oriental, se compone de una serie de rifts más cortos que cruzan esta zona de la Antártida. Existe una división nítida entre los rifts más antiguos y más extensos del Paleógeno, incluida la cuenca del mar de Ross, y el "rift de Terror", una zona de rift más reciente y más estrecha del sistema de rift, con una anchura de aproximadamente 70 km. También existe un gran número de rifts fallidos, que se extienden hasta isla Berkner. Existen depresiones notables en la zona de rift, como la fosa subglacial de Bentley con una profundidad de 2496 m bajo el nivel del mar.